# Johann Anton Friedrich Merz

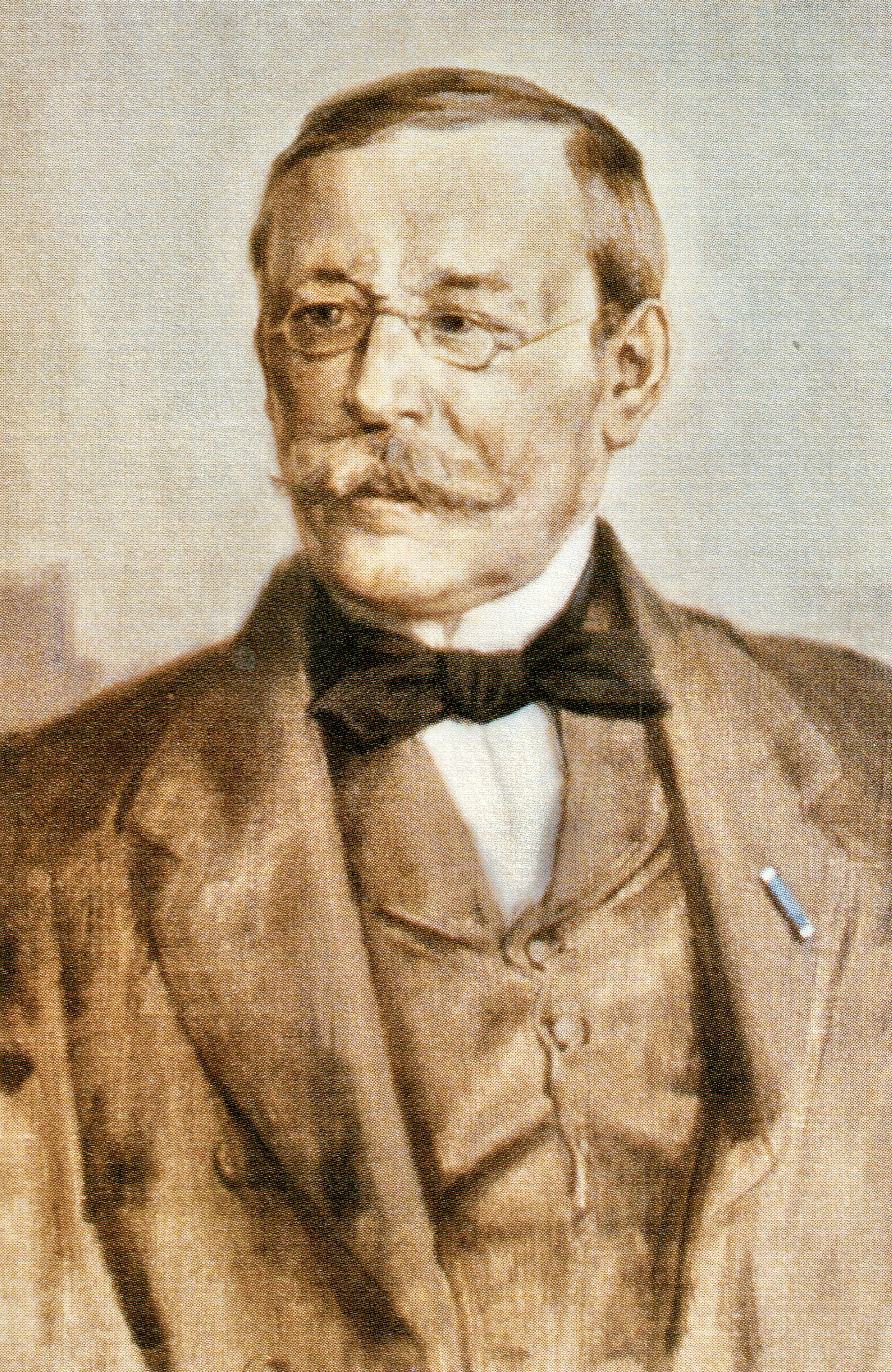
Friedrich Merz (um 1860)

Johann Anton Friedrich Merz (* 28. August 1803 in Nürnberg; † 1867) war ein deutscher Kaufmann.
Merz war Inhaber der Kammgarnspinnerei Merz & Co. in Nürnberg. Als das Werk der Nachfrage nicht mehr gewachsen war, verlegte er es 1836 nach Augsburg. Dort entstand die Augsburger Kammgarn-Spinnerei (AKS).
Er sorgte sich um die sozialen Belange seiner Arbeiter. So gründete er eine Betriebskrankenkasse und einen Unterstützungsfonds für Erwerbsunfähige. Im ehemaligen Kammgarnquartier ließ er eine Wohnsiedlung errichten.
In unmittelbarer Nähe zur ehemaligen AKS ist seit 2010 eine Straße nach ihm benannt.